# Стајтс (Ајдахо)
Стајтс (енгл. Stites) град је у америчкој савезној држави Ајдахо.

## Демографија
По попису из 2010. године број становника је 221, што је 5 (-2,2%) становника мање него 2000. године.
| Група             | 2000.       | 2010.       |
| Белци             | 213 (94,2%) | 205 (92,8%) |
| Афроамериканци    | 0 (0,0%)    | 3 (1,4%)    |
| Азијати           | 1 (0,4%)    | 0 (0,0%)    |
| Хиспаноамериканци | 3 (1,3%)    | 7 (3,2%)    |
| Укупно            | 226         | 221         |